# Чжу Тін (футболіст)
Чжу Тін (кит.: 朱挺, нар. 15 червня 1985, Далянь) — китайський футболіст, нападник клубу «Далянь Їфан».
Виступав, зокрема, за клуби «Далянь Шиде» та «Далянь Їфан», а також національну збірну Китаю.

## Клубна кар'єра
Народився 15 червня 1985 року в місті Далянь. Вихованець футбольної школи клубу «Далянь Шиде». Дорослу футбольну кар'єру розпочав 2004 року в основній команді того ж клубу. 
Протягом 2004 року захищав кольори клубу «Далянь Кангбо».
Своєю грою за останню команду знову привернув увагу представників тренерського штабу клубу «Далянь Шиде», до складу якого повернувся 2005 року. Цього разу відіграв за далянську команду наступні сім сезонів своєї ігрової кар'єри. Більшість часу, проведеного у складі «Далянь Шиде», був основним гравцем атакувальної ланки команди.
Протягом 2013—2015 років захищав кольори клубу «Ухань Чжоер».
У 2015 році уклав контракт з клубом «Далянь Їфан», у складі якого провів наступні п'ять років своєї кар'єри гравця. Граючи у складі «Далянь Їфан» також здебільшого виходив на поле в основному складі команди.
Протягом 2021 року захищав кольори клубу «Ціндао».
До складу клубу «Далянь Їфан» приєднався 2022 року. Станом на 5 червня 2023 року відіграв за далянську команду 20 матчів в національному чемпіонаті.

## Виступи за збірні
У 2005 році залучався до складу молодіжної збірної Китаю.
У 2008 році захищав кольори олімпійської збірної Китаю. У складі збірної — учасник  футбольного турніру на Олімпійських іграх 2008 року у Пекіні.
У 2006 році дебютував в офіційних матчах у складі національної збірної Китаю.
У складі збірної був учасником кубка Азії з футболу 2007 року у чотирьох країнах відразу.